# Kyle Kuzma
Kyle Alexander Kuzma (Flint, 24 luglio 1995) è un cestista statunitense, professionista in NBA con i Milwaukee Bucks.
Ha giocato a basket collegiale per gli Utah Utes ed è stato nominato in prima squadra nei migliori giocatori junior del Pacifico nel 2016-17. È stato selezionato nel Draft NBA 2017 al primo giro con la 27ª scelta complessiva. Nella stagione 2017-18 è entrato a far parte dell'NBA All-rookie first team. Gioca usualmente nella posizione di ala piccola ma può essere adattato anche come ala grande.

## Biografia
Kyle ha visto suo padre solo una volta da bambino, essendo stato cresciuto dalla madre, Karri Kuzma e dal secondo compagno della madre, Larry Smith, da cui ha avuto un fratellastro ed una sorellastra. Quando aveva solo due anni, i genitori di Kuzma hanno messo un piccolo canestro giocattolo nel salotto, accendendo così la sua passione per il basket.
In alcune interviste Kuzma descrive la sua città natale Flint "come un posto davvero violento in cui si è molto tentati di entrare in qualche gang di strada" e il basket come il suo "rifugio sicuro". Kuzma ha frequentato le Swartz Creek Community Schools per poi passare alla Bentley High School nel Michigan, dove ha mantenuto una media di 17,9 punti, 14,4 rimbalzi, 3,8 assist e 3,4 stoppate per partita al suo primo anno. Dopo l'esperienza alla Bentley, Kuzma spedì video di sue giocate nelle palestre preparatorie della YMCA agli osservatori collegiali, catturando l'attenzione di Vin Sparacio, allora allenatore della Rise Academy di Philadelphia. Sparacio, vedendo un giocatore alto 2 metri con grande visione di gioco ed enorme sensibilità per il pallone, lo ha invitato a giocare per la sua squadra immediatamente.
Nell'anno da senior ha segnato in media 22 punti e 7 rimbalzi. Ha ricevuto offerte per giocare con i college della Divisione I tra cui Connecticut, Iowa State, Tennessee e Missouri, tra gli altri, prima che Kuzma optasse per l'Università dello Utah.

## Caratteristiche tecniche
Di ruolo ala grande, è un ottimo realizzatore in particolare dalla media distanza e da sotto canestro. Dopo aver svolto per lo più un ruolo di marcatore ai Lakers, a Washington Kuzma si è trasformato in un giocatore a tutto tondo, migliorando significativamente in difesa e nei passaggi. Si è mostrato versatile in attacco con capacità di tiro e di dribbling, ma anche a distanziare il tiro da tre e a creare occasioni per i compagni, con la possibilità di offrire un cospicuo punteggio alla squadra.

## Carriera

### NBA

#### Los Angeles Lakers (2017-2021)
Viene scelto con la 27ª scelta al Draft NBA 2017 dai Brooklyn Nets, che lo girano immediatamente ai Los Angeles Lakers insieme a Brook Lopez, ricevendo in cambio D'Angelo Russell e Timofej Mozgov. Kuzma si mette subito in luce alla Summer League, dove viene incluso nel secondo quintetto della manifestazione e dove vince il premio di MVP della finale, vinta dai californiani contro i Portland Trail Blazers (30 punti e 10 rimbalzi nella partita per Kuzma). Il debutto in NBA avviene il 19 ottobre contro i Clippers, con 8 punti e 4 rimbalzi dalla panchina, mentre la prima presenza da titolare avviene il 3 novembre, chiusa con 21 punti e 13 rimbalzi. Viste le ottime prestazioni del nativo di Flint, che gli valgono, oltre al premio di rookie del mese di ottobre/novembre, la convocazione per il Rising Star Challenge, i Lakers decidono di impiegarlo stabilmente come titolare. Kuzma mostra ottime abilità realizzative, diventando anche il primo rookie dei Lakers da Jerry West a segnare almeno 25 punti in tre partite consecutive. Termina la stagione con le medie di 16,1 punti, 6,3 rimbalzi e 1,8 assist, venendo nominato nel primo quintetto All-rookie dell'anno.
La stagione successiva si apre con l'arrivo di LeBron James ai Lakers. Kuzma, inizialmente destinato alla panchina, viene rapidamente promosso in quintetto, grazie alle ottime prestazioni e alla buona alchimia con James. Kuzma ritocca poi il suo career-high in punti, realizzandone 41 in soli tre quarti contro i Detroit Pistons. A fine gennaio viene inoltre selezionato per il secondo anno consecutivo per il Rising Star Challenge, dove vince il titolo di MVP dopo aver trascinato Team USA alla vittoria, e allo Skills Challenge.

#### Washington Wizards (2021-2025)
Il 6 agosto 2021 passa ai Washington Wizards nell'ambito di una trade con i Los Angeles Lakers.

#### Milwaukee Bucks (2025-)
Nel febbraio 2022 viene scambiato ai Milwaukee Bucks in cambio di Khris Middleton.

### Nazionale
Dopo essere stato selezionato dall'allenatore Gregg Popovich nella lista degli ultimi 17 giocatori in lizza per partecipare ai mondiali di pallacanestro in Cina ed aver giocato anche tre amichevoli nel frattempo con la maglia della nazionale statunitense, viene escluso dai 12 convocati finali a causa di un infortunio.

## Statistiche
| † | Denota una stagione in cui ha vinto il titolo |

### NCAA
| Anno      | Squadra   | PG | PT | MP   | TC%  | 3P%  | TL%  | RP  | AP  | PRP | SP  | PP   |
| --------- | --------- | -- | -- | ---- | ---- | ---- | ---- | --- | --- | --- | --- | ---- |
| 2014-2015 | Utah Utes | 31 | 0  | 8,1  | 45,6 | 32,4 | 55,6 | 1,8 | 0,6 | 0,0 | 0,2 | 3,3  |
| 2015-2016 | Utah Utes | 36 | 35 | 24,1 | 52,2 | 25,5 | 61,1 | 5,7 | 1,4 | 0,3 | 0,4 | 10,8 |
| 2016-2017 | Utah Utes | 29 | 29 | 30,8 | 50,4 | 32,1 | 66,9 | 9,3 | 2,5 | 0,6 | 0,5 | 16,4 |
| Carriera  | Carriera  | 96 | 64 | 21,0 | 50,6 | 30,2 | 63,1 | 5,5 | 1,5 | 0,3 | 0,4 | 10,1 |

#### Massimi in carriera
- Massimo di punti: 26 vs Arizona State (7 gennaio 2017)[19]
- Massimo di rimbalzi: 19 vs Northwest Nazarene (12 novembre 2016)
- Massimo di assist: 9 vs Montana State (1º dicembre 2016)
- Massimo di palle rubate: 2 (5 volte)
- Massimo di stoppate: 3 vs Boise State (11 febbraio 2015)
- Massimo di minuti giocati: 47 vs California-Berkeley (2 febbraio 2017)

### NBA

#### Regular Season
| Anno       | Squadra         | PG  | PT  | MP   | TC%  | 3P%  | TL%  | RP  | AP  | PRP | SP  | PP   |
| ---------- | --------------- | --- | --- | ---- | ---- | ---- | ---- | --- | --- | --- | --- | ---- |
| 2017-2018  | L.A. Lakers     | 77  | 37  | 31,2 | 45,0 | 36,6 | 70,7 | 6,3 | 1,8 | 0,6 | 0,4 | 16,1 |
| 2018-2019  | L.A. Lakers     | 70  | 68  | 33,1 | 45,6 | 30,3 | 75,2 | 5,5 | 2,5 | 0,6 | 0,4 | 18,7 |
| 2019-2020† | L.A. Lakers     | 61  | 9   | 25,0 | 43,6 | 31,6 | 73,5 | 4,5 | 1,3 | 0,5 | 0,4 | 12,8 |
| 2020-2021  | L.A. Lakers     | 68  | 32  | 28,7 | 44,3 | 36,1 | 69,1 | 6,1 | 1,9 | 0,5 | 0,6 | 12,9 |
| 2021-2022  | Wash. Wizards   | 66  | 66  | 33,4 | 45,2 | 34,1 | 71,2 | 8,5 | 3,5 | 0,6 | 0,9 | 17,1 |
| 2022-2023  | Wash. Wizards   | 64  | 64  | 35,0 | 44,8 | 33,3 | 73,0 | 7,2 | 3,7 | 0,6 | 0,5 | 21,2 |
| 2023-2024  | Wash. Wizards   | 70  | 70  | 32,6 | 46,3 | 33,6 | 77,5 | 6,6 | 4,2 | 0,5 | 0,7 | 22,2 |
| 2024-2025  | Wash. Wizards   | 32  | 30  | 27,7 | 42,0 | 28,1 | 60,2 | 5,8 | 2,5 | 0,6 | 0,2 | 15,2 |
| 2024-2025  | Milwaukee Bucks | 33  | 32  | 31,8 | 45,5 | 33,3 | 66,3 | 5,6 | 2,2 | 0,5 | 0,4 | 14,5 |
| Carriera   | Carriera        | 541 | 408 | 31,2 | 45,0 | 33,4 | 72,1 | 6,3 | 2,7 | 0,6 | 0,5 | 17,0 |

#### Play-off
| Anno     | Squadra         | PG | PT | MP   | TC%  | 3P%  | TL%  | RP  | AP  | PRP | SP  | PP   |
| -------- | --------------- | -- | -- | ---- | ---- | ---- | ---- | --- | --- | --- | --- | ---- |
| 2020†    | L.A. Lakers     | 21 | 0  | 23,0 | 43,0 | 31,3 | 78,4 | 3,1 | 0,8 | 0,3 | 0,3 | 10,0 |
| 2021     | L.A. Lakers     | 6  | 0  | 21,5 | 29,2 | 17,4 | 66,7 | 3,8 | 1,2 | 0,3 | 0,2 | 6,3  |
| 2025     | Milwaukee Bucks | 5  | 4  | 20,4 | 34,3 | 20,0 | 50,0 | 2,2 | 0,8 | 0,0 | 0,2 | 5,8  |
| Carriera | Carriera        | 32 | 4  | 22,3 | 39,3 | 27,6 | 73,1 | 3,1 | 0,9 | 0,3 | 0,3 | 8,6  |

#### Massimi in carriera
- Massimo di punti: 41 vs Detroit Pistons (9 gennaio 2019)[20]
- Massimo di rimbalzi: 22 vs Orlando Magic (10 gennaio 2022)
- Massimo di assist: 11 (2 volte)
- Massimo di palle rubate: 4 vs Utah Jazz (4 dicembre 2019)
- Massimo di stoppate: 3 (7 volte)
- Massimo di minuti giocati: 48 vs Boston Celtics (30 ottobre 2021)

### Cronologia presenze e punti in Nazionale
| Cronologia completa delle presenze e dei punti in Nazionale - Stati Uniti | Cronologia completa delle presenze e dei punti in Nazionale - Stati Uniti | Cronologia completa delle presenze e dei punti in Nazionale - Stati Uniti | Cronologia completa delle presenze e dei punti in Nazionale - Stati Uniti | Cronologia completa delle presenze e dei punti in Nazionale - Stati Uniti | Cronologia completa delle presenze e dei punti in Nazionale - Stati Uniti | Cronologia completa delle presenze e dei punti in Nazionale - Stati Uniti | Cronologia completa delle presenze e dei punti in Nazionale - Stati Uniti |
| Data                                                                      | Città                                                                     | In casa                                                                   | Risultato                                                                 | Ospiti                                                                    | Competizione                                                              | Punti                                                                     | Note                                                                      |
| ------------------------------------------------------------------------- | ------------------------------------------------------------------------- | ------------------------------------------------------------------------- | ------------------------------------------------------------------------- | ------------------------------------------------------------------------- | ------------------------------------------------------------------------- | ------------------------------------------------------------------------- | ------------------------------------------------------------------------- |
| 9-8-2019                                                                  | Las Vegas                                                                 | Stati Uniti                                                               | 97 - 78                                                                   | Stati Uniti                                                               | Amichevole                                                                | 7                                                                         | [ 21 ]                                                                    |
| 16-8-2019                                                                 | Anaheim                                                                   | Stati Uniti                                                               | 90 - 81                                                                   | Spagna                                                                    | Amichevole                                                                | 7                                                                         | [ 22 ]                                                                    |
| 22-8-2019                                                                 | Melbourne                                                                 | Australia                                                                 | 86 - 102                                                                  | Stati Uniti                                                               | Amichevole                                                                | 12                                                                        | [ 23 ]                                                                    |
| Totale                                                                    |                                                                           | Presenze                                                                  | 3                                                                         |                                                                           | Punti                                                                     | 26                                                                        |                                                                           |

## Palmarès

### Club
- Campionato NBA: 1

Los Angeles Lakers (2020)

### Individuale
- Finals MVP NBA Summer League Las Vegas (2017)
- Samsung All-NBA Summer League Second Team (2017)
- NBA All-Rookie First Team (2018)
- MVP NBA Rising Stars Challenge (2019)